# Halowe Mistrzostwa Świata w Lekkoatletyce 1989 – bieg na 60 m mężczyzn

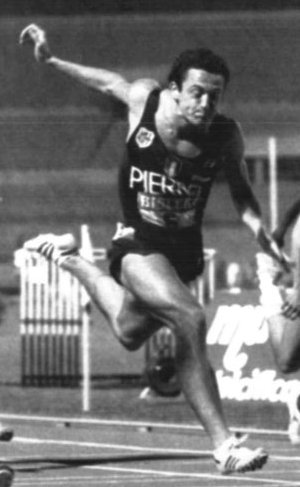
Pierfrancesco Pavoni

Bieg na 60 metrów mężczyzn – jedna z konkurencji biegowych rozgrywanych podczas halowych mistrzostw świata w  hali Sport Csárnok w Budapeszcie. Eliminacje, półfinały i bieg finałowy zostały rozegrane 5 marca 1989. Zwyciężył reprezentant Kuby Andrés Simón. Tytułu zdobytego dwa lata wcześniej w Indianapolis nie bronił Lee McRae ze Stanów Zjednoczonych.  

## Rezultaty

### Eliminacje
Rozegrano 6 biegów eliminacyjnych, do których przystąpiło 34 biegaczy. Awans do półfinałów wywalczyli zwycięzcy biegu eliminacyjnego (Q) oraz sześciu zawodników z najlepszymi czasami wśród przegranych (q).
Opracowano na podstawie materiału źródłowego.

#### Bieg 1
| Miejsce | Zawodnik          | Czas | Uwagi |
| ------- | ----------------- | ---- | ----- |
| 1       | Andreas Berger    | 6,62 | Q     |
| 2       | Matthias Schlicht | 6,64 | q     |
| 3       | Bruny Surin       | 6,72 | q     |
| 4       | Shane Naylor      | 6,83 |       |
| –       | Trevor Davis      | DSQ  |       |

#### Bieg 2
| Miejsce | Zawodnik            | Czas | Uwagi |
| ------- | ------------------- | ---- | ----- |
| 1       | Ricardo Chacón      | 6,62 | Q     |
| 2       | Antonio Ullo        | 6,64 | q     |
| 3       | Ołeksandr Szłyczkow | 6,77 |       |
| 4       | Arnaldo da Silva    | 6,78 |       |
| 5       | Franz Ratzenberger  | 6,80 |       |
| 6       | Luís Cunha          | 6,90 |       |

#### Bieg 3
| Miejsce | Zawodnik          | Czas | Uwagi |
| ------- | ----------------- | ---- | ----- |
| 1       | Andrés Simón      | 6,62 | Q     |
| 2       | Ronald Desruelles | 6,74 |       |
| 3       | Jiří Hudec        | 6,76 |       |
| 4       | Shinji Aoto       | 6,76 |       |
| 5       | Janis Zisimidis   | 6,81 |       |
| 6       | Guillermo Saucedo | 7,08 | [ 1 ] |

#### Bieg 4
| Miejsce | Zawodnik             | Czas | Uwagi |
| ------- | -------------------- | ---- | ----- |
| 1       | Pierfrancesco Pavoni | 6,66 | Q     |
| 2       | Desai Williams       | 6,71 | q     |
| 3       | Attila Kovács        | 6,74 |       |
| 4       | Mike McFarlane       | 6,76 |       |
| 5       | Fabian Whymns        | 6,79 | [ 1 ] |
| 6       | Ayhan Bodur          | 7,03 |       |

#### Bieg 5
| Miejsce | Zawodnik         | Czas | Uwagi |
| ------- | ---------------- | ---- | ----- |
| 1       | Michael Rosswess | 6,64 | Q     |
| 2       | Wayne Watson     | 6,80 |       |
| 3       | István Tatár     | 6,80 |       |
| 4       | Emmanuel Tuffour | 6,85 |       |
| 5       | Jouni Myllymäki  | 6,86 |       |

#### Bieg 6
| Miejsce | Zawodnik         | Czas | Uwagi       |
| ------- | ---------------- | ---- | ----------- |
| 1       | Stanley Floyd    | 6,63 | Q           |
| 2       | John Myles-Mills | 6,64 | q           |
| 3       | Koji Kurihara    | 6,69 | q           |
| 4       | Anri Grigorow    | 6,73 |             |
| 5       | Clinton Bufuku   | 7,18 | [ 1 ] [ 2 ] |
| 6       | Marco Tamagnini  | 7,22 | [ 1 ] [ 2 ] |

### Półfinały
Rozegrano 2 biegi półfinałowe, w których wystartowało 12 biegaczy. Awans do finału dawało zajęcie jednego z trzech pierwszych miejsc w swoim biegu (Q).
Opracowano na podstawie materiału źródłowego.

#### Bieg 1
| Miejsce | Zawodnik         | Czas | Uwagi |
| ------- | ---------------- | ---- | ----- |
| 1       | Andrés Simón     | 6,54 | Q,    |
| 2       | Michael Rosswess | 6,58 | Q,    |
| 3       | Antonio Ullo     | 6,61 | Q     |
| 4       | Andreas Berger   | 6,62 |       |
| 5       | Desai Williams   | 6,64 |       |
| 6       | Koji Kurihara    | 6,72 |       |

#### Bieg 2
| Miejsce | Zawodnik             | Czas | Uwagi |
| ------- | -------------------- | ---- | ----- |
| 1       | John Myles-Mills     | 6,58 | Q,    |
| 2       | Pierfrancesco Pavoni | 6,58 | Q ,   |
| 3       | Matthias Schlicht    | 6,58 | Q, =  |
| 4       | Stanley Floyd        | 6,59 | [ 3 ] |
| 5       | Ricardo Chacón       | 6,59 |       |
| 6       | Bruny Surin          | 6,61 | [ 3 ] |

### Finał
Opracowano na podstawie materiału źródłowego.
| Miejsce | Zawodnik             | Czas | Uwagi |
| ------- | -------------------- | ---- | ----- |
| 1       | Andrés Simón         | 6,52 | [ 5 ] |
| 2       | John Myles-Mills     | 6,59 |       |
| 3       | Pierfrancesco Pavoni | 6,61 |       |
| 4       | Antonio Ullo         | 6,63 |       |
| 5       | Michael Rosswess     | 6,64 |       |
| 6       | Matthias Schlicht    | 6,67 |       |